# 急成長階層
急成長階層（きゅうせいちょうかいそう、英: fast-growing hierarchy）および拡張グジェゴルチク階層（かくちょうグジェゴルチクかいそう、英: extended Grzegorczyk hierarchy）とは、1970年にマーティン・レーペ（Martin Löb）とスタンリー・S・ウェイナーによって定義された、最大 {\displaystyle \aleph _{1}} 層からなる計算可能関数の階層である。急成長階層の定義にはいくつかのバージョンがあるが、特にウェイナーが α ≦ ε0 の範囲について1972年の論文で定義し、ケトネンとソロヴェイが簡略化したバージョンをウェイナー階層（英: Wainer hierarchy）と呼ぶ。 
急成長階層の定義に登場する、可算な順序数で添字づけられた計算可能関数の族 {\displaystyle \{f_{\alpha }\}_{\alpha <\tau }}（τ は適当な極限順序数）を急増加関数と呼ぶ。 

## 定義
以下の関数 fα の定義はケトネンとソロヴェイの論文による。極限順序数 α の基本列とは、自然数で添え字づけられた順序数の単調増加列 {αn}n < ω であって α に収束するものである。
極限順序数 α (≦ ε0) と自然数 n に対して α[n] を以下で定義する：
- α が {\displaystyle \alpha =\omega ^{\beta +1}\cdot (\gamma +1)} と書ける場合、{\displaystyle \alpha [n]=\omega ^{\beta +1}\cdot \gamma +\omega ^{\beta }\cdot n}。
- α が {\displaystyle \alpha =\omega ^{\beta }\cdot (\gamma +1)} （β は極限順序数）と書ける場合、{\displaystyle \alpha [n]=\omega ^{\beta }\cdot \gamma +\omega ^{\beta [n]}}。
- α = ε0 の場合、{\displaystyle \alpha [0]=1,\ \alpha [n+1]=\omega ^{\alpha [n]}}。

順序数 α (≦ ε0) に対して、自然数上の関数 {\displaystyle f_{\alpha }:\mathbb {N} \to \mathbb {N} } を次のように定義する：
- {\displaystyle f_{0}(n)=n+1}
- {\displaystyle f_{\alpha +1}(n)=f_{\alpha }^{1+n}(n)}
- {\displaystyle f_{\alpha }(n)=f_{\alpha [n]}(n)}　（α が極限順序数の場合）

ただし n > 0 に対して{\displaystyle f_{\alpha }^{n}(n)=\underbrace {f_{\alpha }(f_{\alpha }(\dots (f_{\alpha }(n))\dots ))} _{n}}とする。
計算可能関数の集合 {\displaystyle {\mathcal {F}}_{\alpha }}は、fα を含み、ゼロ関数・後者関数・射影関数・関数の合成・限定再帰で閉じた最小の集合として定義される（グジェゴルチク階層も参照）。

## 他の巨大数の表記法との比較
- f0(n)=n+1
- f1(n)=f0n(n)=n+(1·n)=2n
- f2(n)=f1n(n)=2(2(...2(n)...))=2nn>2↑n (クヌースの矢印表記 を参照)
- f3(n)=f2n(n)>2↑↑n
- fω(n)=fn-1n(n)>2 ↑n-1 n ≒ {n,n,n-1} (配列表記・BEAF を参照)